# Ruslan și Ludmila (film din 1938)
Ruslan și Ludmila (titlul original: în rusă Руслан и Людмила)  este ecranizarea operei omonime a compozitorului Mihail Glinka, realizat în 1938 de regizorul Ivan Nikitcenko, 
după poemul omonim a scriitorului Aleksandr Pușkin, protagoniști fiind actorii Serghei Stoliarov și Liudmila Glazova. 

## Distribuție
- Serghei Stoliarov – Ruslan
- Liudmila Glazova – Ludmila
- Nikolai Bubnov – Vladimir
- Nikolai Ceaplîghin – Rogdai
- Boris Keropian – Farlaf
- K. Komarov – Cernomor
- Vassili Savițkii – președintele
- Maria Șlionskaia – Naina